# Köprübaşı (district)
Köprübaşı is een Turks district in de provincie Manisa en telt 9.851 inwoners (2007). Het district heeft een oppervlakte van 318,23 km².
De bevolkingsontwikkeling van het district is weergegeven in onderstaande tabel.
| 1997   | 2000   | 2007  |
| ------ | ------ | ----- |
| 11.724 | 10.851 | 9.851 |